# La Limita Imposibilului (serial din 1963)
La Limita Imposibilului (în engleză The Outer Limits) este un serial de televiziune american științifico-fantastic care a avut premiera pe ABC între 1963 - 1965.  A fost comparat cu serialul Zona crepusculară din 1959, dar este considerat ca având mai multe teme științifico-fantastice față de Zona crepusculară care conține mai mult teme bizare sau supranaturale. La Limita Imposibilului este o antologie de episoade fiecare cu un subiect de sine stătător.
Serialul a fost revitalizat în 1995, având premiera TV pe Showtime între 1995 - 1999, apoi pe Sci-Fi Channel din 1999 până la anularea sa din 2002. În 1997, episodul „The Zanti Misfits” a fost clasat pe locul #98 în topul TV Guide al celor mai bune 100 episoade TV din toate timpurile.

## Prezentare generală
| Sezonul | Sezonul | Episoade | Episoade | Premiera TV        | Premiera TV       |
| Sezonul | Sezonul | Episoade | Episoade | Prima transmisie   | Ultima transmisie |
| ------- | ------- | -------- | -------- | ------------------ | ----------------- |
|         | 1       | 32       | 32       | 16 septembrie 1963 | 4 mai 1964        |
|         | 2       | 17       | 17       | 19 septembrie 1964 | 16 ianuarie 1965  |

## Vezi și
- La Limita Imposibilului (serial TV din 1995)